# Glastonbury

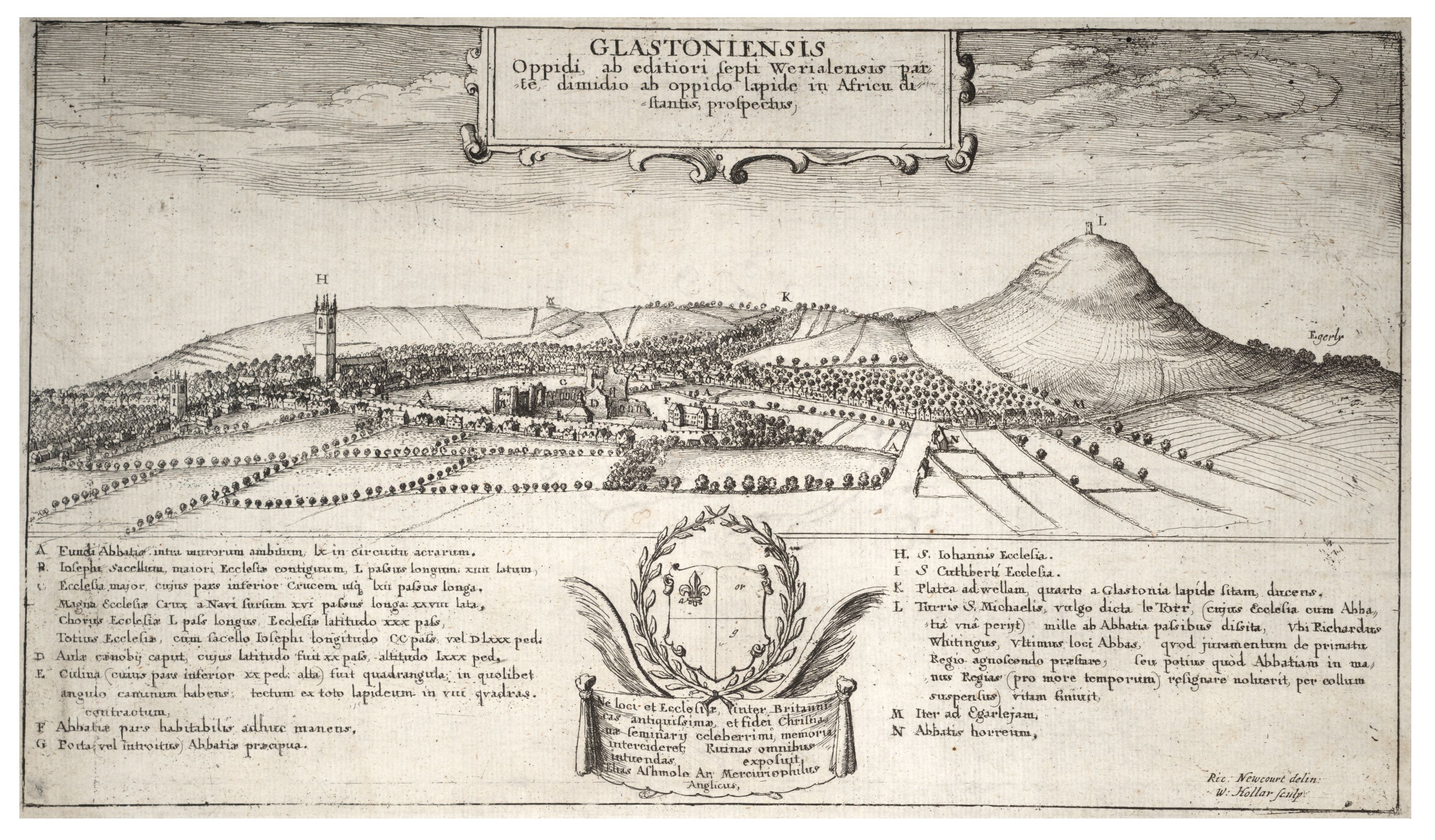
Glastonbury v 17. století na rytině Václava Hollara

Glastonbury je starobylé město v anglickém hrabství Somerset. Nachází se v okrese Mendip, zhruba 37 km jižně od Bristolu. V roce 2014 zde žilo 8932 obyvatel. Nachází se zde ruina kláštera z roku 712, který zanikl v rámci rušení anglických klášterů v 16. století. Rovněž se zde nachází kostel Jana Křtitele z 15. století. Nedaleko města, u vesnice Pilton, se koná hudební festival Glastonbury, který svůj název dostal podle města. Pod vlivem mýtů, spojených s nedalekým vrchem Glastonbury Tor, se městečko stalo jedním ze sídel komunity světového hnutí New Age.